# 胥吏
吏又稱胥吏、吏胥、胥史、胥鈔、書吏、書辦，古代掌理案卷、文書小官。
胥吏的制度起源於徭役，即所谓“签充吏役”。《新唐書·卷二十四·車服志》稱：「胥吏、商賈之妻、老者乘葦軬車，兜籠舁以二人。」《续资治通鉴长编》卷二四八熙宁六年十二月壬申条载：“时内自政府，外及监司诸州胥吏，皆赋以禄，谓之仓法。”

## 中國
胥吏可以說是魏晉南北朝的產物。随着九品中正制的实行，士族子弟終日清談，政務全委諸於胥吏之手。隋代称一品至九品为流内，未入九品者称流外。隨著時代演進，社会复杂化和行政繁琐化，胥吏在行政事务的角色扮演日漸重要，但是胥吏实际地位卻不断下降。

### 唐宋時期
唐朝以後，国家对地方基层社会的控制进一步增强，導致吏胥數目大量激增。唐玄宗時期中央和地方有胥吏35萬之眾，杜牧擔任黃州刺史，發現黃州胥吏“公取於民”、“侵竊十倍”。胥吏弄權在晚唐成為普遍現象。北宋元祐年间胥吏总数约在44万左右。《大学衍义补》卷九八《胥隶之役》下说：唐宋以后“上至朝廷，下至州县，每一职一司，官长不过数人，而胥吏不胜其众”。而且胥吏的專業更勝於官員。唐代赵匡在《选举议》说：士人读经书，诵疏文，不习政务，“及临人决事，取办胥吏之口而已”。牟顾相曰“唐宋以来，……吏胥日横”。
胥吏在宋朝待遇稍高，苏轼说“胥吏行文书，治刑狱、钱谷”。叶适说：“吾祖宗之治天下也，事无小大，一听于法，虽杰异之能，不得自有所为……”。叶适指出：“夫以官听吏，疲懦之名，人情之所避也，然而不免焉，何也？国家以法为本，以例为要。其官虽贵也，其人虽贤也，然而非法无决也，非例无行也。……知其一不知其二，不若吏之悉也，故不得不举而归之吏。”又说：士大夫“專从事于奔走进取，其簿书期会一切惟吏胥之听。……比渡江之后，文字散逸，旧法往例尽用省记，轻重予夺惟意所出。”

### 明清時期
至清代，官員大都是科舉出身，口口聲聲要“代聖人立言”，但日夜誦讀都是沒有實用價值的帖括制義，不習法律世務，入仕之初，“其通晓吏事者，十不一、二”，至於“吏胥所习，钱谷簿书，皆当世之务”。清人阮葵生《茶余客话》卷七《论吏道》说：“夫以他州外郡之人，为来往无常之官，官一而吏百，又皆文采声华、不习民事之官；以之驾驭百十为群，熟悉风土，谙练事故，作奸犯科，无赖之吏，于此而能奏循绩焉，固较汉世难十百也。”梁章钜《制义丛话》卷七引杨芸士之言：“……胥吏……，后世上自公卿，下至守令，总不能出此辈圈䙌。刑名簿书出其手，典故宪令出其手，甚至于兵枢政要，迟速进退，无不出其手。使一刻无此辈，则宰相亦束手矣。”胡林翼說：“《大清律》易遵，而例難盡悉。”，找尋律例就成為一門學問，時稱“找簽”，胥吏都諳熟例案，常可執例以壓制長官。乾隆嘉慶年間，洪亮吉說，“今州縣之大者，胥吏至千人”，是故清代胥吏之弊十分嚴重，“天下之吏，既为无赖子所据……士人目为异途，羞与为伍”，陸隴其說：“本朝大弊只三字，曰例、吏、利。”。
胥吏最後形成封建體系，“父以传子，兄以传弟”，道光年間，“银库书吏，大半皆系史姓。崇文门税务书吏，大半皆系张、王等姓，盘踞把持”。其禍害甚大。邵晉涵說：“今之吏治，三種人為之，官擁虛聲而已。三種人者，幕賓、書吏、長隨。”汪辉祖说“官之为治，必不能离此三种人，而此三种人者，邪正相错”。沈起鳳《諧鐸·祭蠹文》說：“胥吏舞文，謂之衙蠹”，“借文字為護符，托詞章以獵食，皆可謂之書蠹”。“彼，刀筆小吏，案牘窮年。竊爾生平之一字，輒舞文而弄權”。《獄中雜記》載：“都下老胥，家藏偽章，文書行下直省，多潛易之，增減要語，奉行者莫能辨也。”《钦颁州县事宜》在“防胥吏”一条里，列举數十种胥吏蒙骗主官的伎俩。清人有云：“一县之众从何处治起？先治书役而已。”。汪辉祖认为“有功必录，不须抵过，有过必罚，不准议功。随罚随用，使之有以自效，知刑赏皆所自取而官无成心，则人人畏法急公，事无不办。”

## 弊端
顧炎武认为：“封建之失，其专在下；郡县之失，其专在上”。明代著名清官海瑞常感到“事与心背，奈之何，奈之何！百凡经理，垂成中止，可惜，可恨！”。清朝胥吏無官無品，社會身份微賤，極被看不起，卻擁有實際權力。朝廷經常限制胥吏的作用，对吏人差补、解试出职和停降都作了细致的规定，但效果甚微。。叶适稱此一现象是“官无封建而吏有封建”。馮桂芬說：“後世流品，莫賤於吏，至今日而等諸隸僕。”李慈銘則稱書吏是“黑衣下賤之流，而操天下之大柄”，又引時諺云：“堂官牛，司官鰍，書吏剔嫐不得休”，卻不得不承認“京朝官多貧至不能自存，而吏人多積貲巨億，衣食享用，擬於王者。”。
晚清官僚郭嵩燾曾有史論：“漢、唐以來，雖號為君主，然權力實不足，不能不有所分寄。故西漢與宰相、外戚共天下；東漢與太監、名士共天下；唐與后妃、藩鎮共天下；北宋與奸臣共天下；南宋與外國共天下；元與奸臣、番僧共天下；明與宰相、太監共天下；本朝則與胥吏共天下耳。”胡林翼亦曾感嘆：“六部之胥，無疑宰相之柄。”黃宗羲亦言：“天下有吏之法，無朝廷之法，”“诚使吏胥皆用士人，则……害可除矣。”顧炎武說：“今奪百官之權，而一切歸之吏胥。是所謂百官者虛名，而柄國者吏胥而已。”

## 其他
幕賓遠比胥吏高級。胥餘不屬於胥吏，是胥吏以外，比“餘胥”更低下，多是有罪之徒。
顾炎武等人痛骂吏胥“行己若狗彘，噬人若虎狼”。但胥吏自然不是全惡之徒。南宋有吏人之子割肝救父之事。陈宏谋说吏胥“未必皆卑污苟贱之流，……本朝由吏员出身跻显秩者，亦复有之。至于身为吏役，为善种德，以致子孙贵盛者，更复不少”。

## 現代近似制度
有專家以為官、吏的政治制度从形式上看，类似現代议会政治制度的政治家与公务员，或者是政务官与事务官之別。